# Torta capixaba
A torta capixaba é um prato típico brasileiro, característico da culinária do estado do Espírito Santo, sendo preparado em panela de barro a base de bacalhau, palmito fresco e frutos do mar, como camarão, sururu e siri desfiado. É consumido tradicionalmente na Semana Santa. Sua origem remonta ao século XVII, com registro na imprensa local de seu consumo na Semana Santa no século XIX.

## História
A torta capixaba foi criada ao receber influências da cultura portuguesa, indígena e africana, e pela fartura de peixes no litoral do Espírito Santo. A origem do prato ultrapassa 400 anos, e ele é fruto, principalmente, das tradições de comunidades litorâneas e das vilas de pescadores que viviam à beira das praias e dos manguezais que consumiam o prato no período da Quaresma devido à abstinência do consumo de carne vermelha.